# Пелленар, Тео
Тео́ Пеллена́р (фр. Théo Pellenard; 4 марта 1994, Лилль) — французский футболист, защитник клуба «Лаваль».

## Клубная карьера
Родился 4 марта 1994 года в городе Лилле. Воспитанник ряда юношеских команд, последней из которых стало «Бордо», где юноша находился с 2009 года. В 2013 году с командой до 19 лет выиграл кубок Гамбарделла.
12 декабря 2013 года Пелленар дебютировал за первую команду «Бордо» в матче группового этапа Лиги Европы УЕФА против тель-авивского «Маккаби», заменив Сесси д’Альмейду на 75 минуте игры. Три дня спустя, 15 декабря 2013 года, Пелленар дебютировал в Лиге 1 в матче с «Валансьеном» (2:1). Всего в первом сезоне сыграл в 3 матчах чемпионата и одной игре Лиги Европы, впрочем, в следующем сезоне не провёл за первую команду ни одной игры, в результате чего в августе 2015 года был отдан в аренду на год в клуб Лиги 2 «Париж». Забил в своём первом матче за клуб игры против «Бреста» и до конца сезона провёл 20 голов в чемпионате и 1 игру в Кубке, впрочем больше не забивал.
Вернувшись в «Бордо» стал иногда приобщаться к матчам первой команды, впрочем, основным игроком так и не стал.

## Карьера в сборной
23 мая 2014 года сыграл свой единственный матч за молодёжную сборную Франции (до 20 лет) в товарищеской игре против Китая.